# Noctua postnigrescens
Noctua postnigrescens là một loài bướm đêm trong họ Noctuidae.